# Møntskatten fra Ibsker
Møntskatten fra Ibsker er et depotfund, der blev gjort i 2012 på Skovsholms mark i Ibsker Sogn på Bornholm.
Fundet blev gjort af en amatørarkæolog med metaldetektor, og arkæologer udgravede sammenlagt 152 arabiske sølvmønter kaldet dirham. Udgravningerne viste, at mønterne havde ligget nedgravet i et hus. Hele skatten vejede omkring 250 g, og det er det største fund af arabiske mønter fra 800-tallet i Danmark. De fleste af mønterne er slået i det nuværende Irak og Iran og er sandsynligvis kommet til Bornholm via de russiske floder og har været brugt som betalingsmiddel af skandinaviske handelsmænd i Østersøområdet. Størstedelen af mønterne var klippet eller knækket i mindre stykker, og kun 20 af de 152 var hele. Skatten er gravet ned omkring år 854 e.Kr.
Skatten er kaldt "et af de vigtigste skattefund fra vikingetiden" af en arkæolog fra Bornholms Museum, da det er usædvanligt med så tidlige arabiske mønter i Skandinavien.